# Uduba halabe
Uduba halabe is een spinnensoort uit de familie Udubidae. De soort komt voor in Madagaskar.